# 渔洋关镇
渔洋关镇，是中华人民共和国湖北省宜昌市五峰土家族自治县下辖的一个乡级行政单位。2012年五峰县政府由五峰镇搬迁于此。

## 行政区划
渔洋关镇下辖以下地区：
曹家坪社区、大房坪社区、桥河社区、汉马池村、三房坪村、火田坑村、安山村、涨水坪村、王家坪村、枚二冲村、清水湾村、三板桥村、石柱山村、沙淌村和南河村。

## 名人
- 胡春华：中共河北省委副书记，河北省省长，中共第十七届中央委员。2009年11月，中共中央任命胡春华为内蒙古自治区党委书记。